# Трифторид бора
Трифтори́д бо́ра (фторид бора(III), фторид бора(+3); флюбор, бор трёхфтористый) — бинарное неорганическое соединение бора и фтора с химической формулой BF3. Бесцветный газ с резким неприятным запахом, реагирует с водой; ядовит.

## Описание
Трифторид бора BF3 при стандартных условиях представляет собой бесцветный токсичный газ с удушливым запахом, дымящий во влажном воздухе. Образует аддукты со спиртами, простыми эфирами, альдегидами, кетонами, органическими основаниями, неорганическими и органическими кислотами. Трифторид бора реагирует с водой. Имеются также данные о том, что данное вещество может растворяться в ней (332,1 г в 100 г Н2О при 0 °C, 772 МПа, с частичным гидролизом), водных растворах HF, многих органических растворителях. При температуре выше +20 °C образует неустойчивые моногидрат и дигидрат.

## Получение
- Взаимодействие бора со фтором:

{\displaystyle {\mathsf {2B+3F_{2}\longrightarrow 2BF_{3}}}}
- Взаимодействие оксида бора со фтороводородом:

{\displaystyle {\mathsf {B_{2}O_{3}+6HF\longrightarrow 2BF_{3}+3H_{2}O}}}
- Сплавление тетрафторбората калия с борным ангидридом[6].

{\displaystyle {\ce {B2O3 + 6KBF4 + 3H2SO4 -> 8BF3 + 3K2SO4 + 3H2O}}}

## Химические свойства
Является сильной кислотой Льюиса. Образует комплексы с большим количеством соединений (амины, сульфиды, простые эфиры). Комплекс с диэтиловым эфиром (эфират трифторида бора, {\displaystyle BF_{3}\cdot Et_{2}O}) — коммерчески доступный реагент.
При растворении в водной плавиковой кислоте даёт сильную тетрафторборную кислоту, являющуюся суперкислотой.

## Основные сферы использования
- Трифторид бора применяют в качестве наполнителя в ионизационных камерах для детектирования нейтронов благодаря захвату нейтронов бором-10 с образованием ядер лития-7 и гелия-4, ионизирующих газ.

- Используется в качестве катализатора в органическом синтезе.

- Ограниченно использовался в упаковке пищевых продуктов (сейчас перестал использоваться из-за токсичности)[7].

## Физиологическое действие
Трифторид бора — едкое, весьма токсичное вещество, обладает ярко выраженным удушающим действием. При более высоких дозах трёхфтористый бор может обладать также и общетоксическим действием. 
ЛД50 для крыс составляет около 80 мг на 1 кг живого веса.  
Предельно допустимая концентрация (ПДК) фторида бора(+3) в воздухе рабочей зоны производственных помещений составляет 1 мг/м³ (с обязательным контролем по фтористому водороду HF). 
Класс опасности - 2 (вещества высокоопасные) по ГОСТ 12.1.005-76. 

### Предельно допустимые концентрации в воде
ПДК в воде составляют: 
- 0,5 мг/дм3 (бор; II класс опасности);
- 1,5 мг/дм3 (фториды; II класс опасности), лимитирующий признак вредности - санитарно-токсический[8].